# Pseudleptomastix tertia
Pseudleptomastix tertia är en stekelart som beskrevs av Geoffrey John Kerrich 1982.
Pseudleptomastix tertia ingår i släktet Pseudleptomastix och familjen sköldlussteklar. Inga underarter finns listade i Catalogue of Life.